# Barbara Rudnik
Barbara Rudnik (ur. 27 lipca 1958 w Wehbach/Sieg, zm. 23 maja 2009 w Wolfratshausen) – niemiecka aktorka.

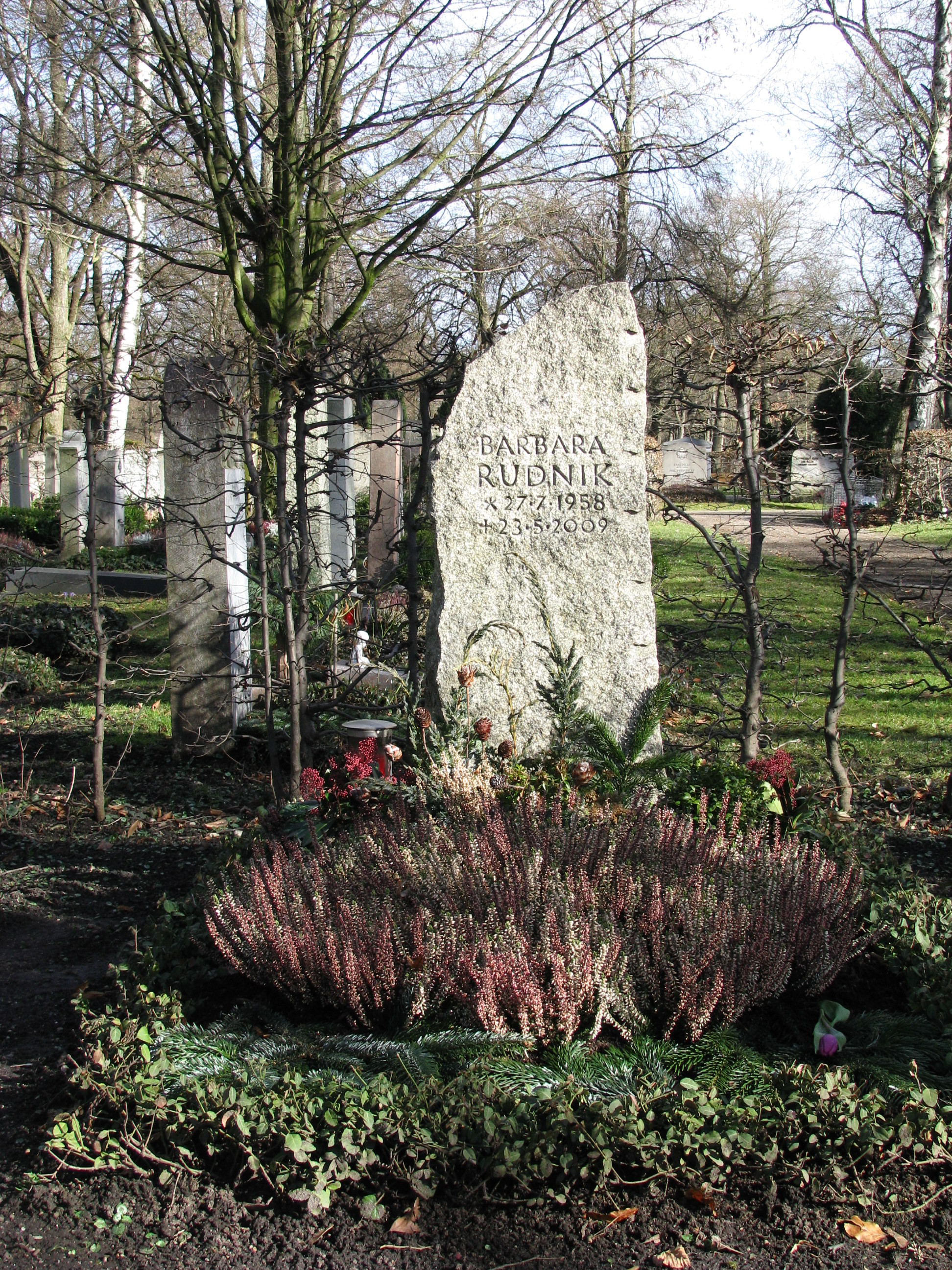
Nagrobek Barbary Rudnik

## Życiorys
Barbara Rudnik urodziła się w małej miejscowości Wehbach. Od małego chciała zostać aktorką. Dążąc do celu, podjęła studia na Akademii Filmu i Telewizji w Monachium. W 1978 r. brała lekcję aktorstwa w studiu Zinner.
Wg informacji niemieckich mediów od grudnia 2005 r. chorowała na raka piersi. Zmarła 23 maja 2009 r., została pochowana na Cmentarzu Północnym w Monachium.

## Wybrana filmografia
- 1981: Kopfschuss
- 1983: Anja (TV)
- 1984: Treffer (Mecze)
- 1985: Funny Morgan (TV)
- 1985: Der Alte – Eine Tote auf Safari (Stary człowiek – martwy na Safari) (TV)
- 1986: Müllers Büro
- 1987: Der Unsichtbare
- 1989: Peter Strohm (Fernsehserie)
- 1991: Ins Blaue
- 1992: Rotlicht (Czerwony) (TV)
- 1995: Der Sandmann (TV)
- 1996: Es geschah am hellichten Tag (To wydarzyło się w jasny dzień) (TV)
- 1997: Ferkel Fritz (TV)
- 1997: In alter Freundschaft (W starej przyjaźni) (TV)
- 1998: Gefährliche Wahrheit (Niebezpieczna Prawda) (TV)
- 1998: Im Atem der Berge (Tchnienie w górach) (TV)
- 1999: Doppeltes Dreieck (TV)
- 2000: Mein Leben gehört mir (Moje życie należy do mnie) (TV)
- 2000: Nicht heulen, Husky (Nie płacz, Husky) (TV)
- 2001: Küss mich, Tiger! (Pocałuj mnie, Tygrysie!) (TV)
- 2001: Das Geheimnis – Auf der Spur des Mörders (Sekret – Na szlaku z zabójcą) (TV)
- 2002: Ghetto-Kids (TV)
- 2003: Im Schatten der Macht (W cieniu mocy) (TV)
- 2004: Die Leibwächterin (TV)
- 2004: Sehnsucht nach Liebe (TV)
- 2005: Oktoberfest (mit Peter Lohmeyer)
- 2005: Drei Schwestern made in Germany (Trzy siostry z Niemiec) (TV)
- 2007: Keinohrhasen
- 2007: Der geheimnisvolle Schwiegersohn (Zięć idealny) (TV)